# Gabriel de La Porte du Theil
François-Jean-Gabriel de La Porte du Theil (Paris, 16 de julho de 1742 – 28 de maio de 1815) foi um historiador francês que teve um papel importante nas primeiras tentativas de decifrar a Pedra de Roseta. 
Sua tradução de Orestes por Ésquilo foi publicada em 1770, e foi admitida na Académie des Inscriptions et Belles-Lettres no mesmo ano. 
Duas das cópias litográficas feitas da Pedra de Roseta no Egito chegaram ao Institut de France, em Paris, em 1801. Lá, Gabriel de La Porte du Theil começou a trabalhar na tradução de seu texto em grego clássico, embora na sequência tenha sido enviado para outro lugar por ordem de Napoleão, deixando seu trabalho inacabado nas mãos de um colega, Hubert-Pascal Ameilhon. Em 1803, Ameilhon produziu as primeiras traduções publicadas do texto grego, tanto em latim quanto em francês, para garantir que elas circulassem amplamente.